# Isopterygium gunnii
Isopterygium gunnii är en bladmossart som beskrevs av Brotherus och William Walter Watts 1915. Isopterygium gunnii ingår i släktet Isopterygium och familjen Hypnaceae. Inga underarter finns listade i Catalogue of Life.